# Józef Kępa

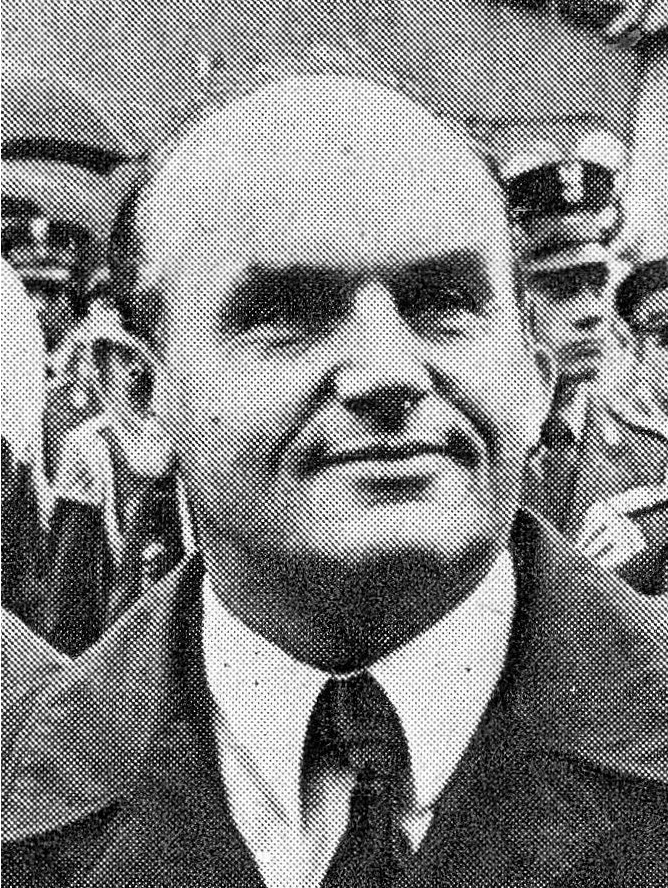
Józef Kępa (1974)

Józef Kępa (* 18. Mai 1928 in Gmina Rzeczyca; † 28. April 1998 in Warschau) war ein Politiker der Polnischen Vereinigten Arbeiterpartei (PZPR) in der Volksrepublik Polen, der unter anderem zwischen 1967 und 1976 Erster Sekretär des Parteikomitees der Woiwodschaft Warschau, von 1976 bis 1979 stellvertretender Ministerpräsident Polens sowie außerdem zwischen 1979 und 1981 Minister für Verwaltung, lokale Wirtschaft und Umweltschutz war.

## Leben
Józef Kępa war nach der Proklamation der Volksrepublik Polen durch das Lubliner Komitee am 22. Juli 1944 Aktivist der Union der Jugendmiliz ZWM (Związek Walki Młodych) in Łódź und wurde 1948 Mitglied der Polnischen Arbeiterpartei PPR (Polska Partia Robotnicza) beziehungsweise der am 15. Dezember 1948 daraus hervorgegangenen Polnischen Vereinigten Arbeiterpartei PZPR (Polska Zjednoczona Partia Robotnicza). Nachdem er zwischen 1950 und 1954 als Mitglied dem Hauptvorstand des Polnischen Jugendverbandes ZMP (Związek Młodzieży Polskiej) angehörte, war er von 1954 bis 1958 Aspirant am Institut für Sozialwissenschaften INS (Instytut Nauk Społecznych) des Zentralkomitees der PZPR. 1958 wurde er Mitarbeiter im Parteiapparet und war zunächst zwischen 1959 und 1960 Sekretär des PZPR-Bezirkskomitees Warschau-Mokotów sowie im Anschluss von 1960 bis 1961 Leiter der Abteilung für Bildung und Wissenschaft des Parteikomitees der Woiwodschaft Warschau. Als Nachfolger von Stanisław Kociołek wurde er im Dezember 1967 Erster Sekretär des PZPR-Komitees der damaligen Woiwodschaft Warschau beziehungsweise der 1975 neu geschaffenen Woiwodschaft Warschau und behielt diese Funktion bis zu seiner Ablösung durch Alojzy Karkoszka im bis Dezember 1976. Zugleich wurde er auf dem V. Parteitag (11.–16. November 1968) erstmals Mitglied des ZK der PZPR und gehörte diesem Gremium nach seinen Wiederwahlen auf dem VI. Parteitag (6.–11. Dezember 1971), dem VII. Parteitag (8.–12. Dezember 1975) und dem VIII. Parteitag (11.–15. Februar 1980) bis zum IX. außerordentlichen Parteitag (14.–20. Juli 1981) an. Daneben war er vom 27. Juni 1969 bis 18. Februar 1980 in der fünften, sechsten und siebten Legislaturperiode Abgeordneter des Sejm.
Nachdem Kępa zwischen Dezember 1970 und Dezember 1975 stellvertretendes Mitglied des Politbüros des ZK der PZPR war, wurde er auf dem VII. Parteitag im Dezember 1975 zum Mitglied des Politbüros gewählt und gehörte diesem obersten Führungsgremium der Partei bis zum VIII. Parteitag im Februar 1980 an. Am 2. Dezember 1976 wurde er außerdem im dritten Kabinett Jaroszewicz stellvertretender Vorsitzender des Ministerrats (Wiceprezes Rady Ministrów) und war damit bis zum 8. Februar 1979 einer der Stellvertreter von Ministerpräsident Piotr Jaroszewicz. Zuletzt wurde er am 8. Februar 1979 als Nachfolger von Maria Milczarek im dritten Kabinett Jaroszewicz Minister für Verwaltung, lokale Wirtschaft und Umweltschutz (Minister administracji, gospodarki terenowej i ochrony środowiska) und bekleidete dieses Amt auch im Kabinett Babiuch (18. Februar–24. August 1980), im Kabinett  Pińkowski (24. August 1980–11. Februar 1981) sowie vom 11. Februar 1981 bis zu seiner Ablösung durch Tadeusz Hupałowski am 31. Juli 1981 auch im Kabinett Jaruzelski. Nach seinem Ausscheiden aus der Regierung Jaruzelski ging er in den Ruhestand.
Für seine Verdienste in der Volksrepublik Polen erhielt er 1978 den Orden der Erbauer Volkspolens, den Orden des Banners der Arbeit 1. und 2. Klasse, das Ritterkreuz des Ordens Polonia Restituta, 1954 das Verdienstkreuz in Gold, die Medaille zum 30. Jahrestag der Volksrepublik Polen, 1972 das Goldene Abzeichen des Verbandes der Freiwilligen Feuerwehren, 1977 das Goldenes Ehrenzeichen „Für Verdienste um Warschau“ sowie 1968 das Goldene Abzeichen „Für Verdienste um die Woiwodschaft Warschau“.